# Кузьменко Олександр Олександрович
Олександр Олександрович Кузьменко — солдат підрозділу Національної гвардії України, учасник російсько-української війни, який загинув у ході російського вторгнення в Україну в 2022 році.

## Життєпис
Солдат, гранатометник 2-го відділення 1-го взводу оперативного призначення 3-ї роти оперативного призначення 1-го батальйону оперативного призначення Окремого загону спеціального призначення НГУ «Азов» НГУ.
4 березня 2022 року загинув в боях з російськими окупантами під час оборони м. Маріуполя.

## Нагороди
- орден «За мужність» III ступеня (2022, посмертно) — за особисту мужність і самовіддані дії, виявлені у захисті державного суверенітету та територіальної цілісності України, вірність військовій присязі, зразкове виконання службового обов'язку.